# Jan Shulz
Jan Schulz (mayo de 1899 - mayo de 1953) fue un maestro de ajedrez checoslovaco.
Fue 2.º en el Campeonato de Checoslovaquia de ajedrez, tras Karel Opočenský, en Belun 1916; campeón en Praga 1920, empató en los puestos 6.º a 8.º en Praga 1921 (los ganadores fueron Karel Hromádka y František Treybal), empató en los puestos 5.º a 7.º en Brno 1921 (ganaron Hromádka, Karel Treybal y Ladislav Prokem), y quedó campeón en Praga 1924 (1 º Memorial Kautsky).
Schulz participó en la Olimpiada no oficial de ajedrez de París en 1924, donde Checoslovaquia ganó la medalla de oro en la clasificación por equipos (puntuaron para el equipo Karel Hromádka, Jan Schulz, Karel Vanek, y Karel Skalička). En el apartado individual, Schulz alcanzó el segundo puesto del Torneo de consolación, tras su compatriota Hromádka. También participó posteriormente en la II Olimpiada de Ajedrez de La Haya de 1928.
Empató en los lugares 3.º a 5.º en Bratislava 1925 (ganó Richard Réti), quedó 6.º en Bardejov 1926, torneo en el que consiguió la mejor actuación de su carrera, con un Elo de 2537, (ganaron el torneo Hermanis Matisons y Savielly Tartakower), quedó 5.º en Trencianske Teplice (ganaron Karl Gilgit y Boris Kostić), quedó 1.º con Karel Skalička en Praga 1926 (3.º Memorial Kautsky), empató en los lugares 5.º a 8.º en Praga 1927 (ganador, Hromádka), fue 2.º tras Opočensky en Brno 1929, y empató en los lugares 5.º -6.º en Mnichovo Hradiště (ganador; Yefim Bogoliubov).